# Saint-Jean-Havre
Circonscription électorale provinciale du Canada
Saint-Jean-Havre ((en) Saint John Harbour) est une circonscription électorale provinciale du Nouveau-Brunswick représentée à l'Assemblée législative depuis 1995.

## Géographie
La circonscription comprend :
- une partie de la ville de Saint-Jean.

## Liste des députés
| Législature                                                                              | Années       | Député     | Député         | Parti                     |
| ---------------------------------------------------------------------------------------- | ------------ | ---------- | -------------- | ------------------------- |
| Saint-Jean-Havre Circonscription issue de Saint-Jean-Sud et Saint-Jean-Havre (1974-1995) |              |            |                |                           |
| 53e                                                                                      | 1995-1999    |            | Elizabeth Weir | Néo-démocrate             |
| 54e                                                                                      | 1999-2003    |            | Elizabeth Weir | Néo-démocrate             |
| 55e                                                                                      | 2003-2005    |            | Elizabeth Weir | Néo-démocrate             |
| 55e                                                                                      | 2006-2010    |            | Ed Doherty     | Libéral                   |
| 56e                                                                                      | 2006-2010    |            | Ed Doherty     | Libéral                   |
| 57e                                                                                      | 2010-2014    |            | Carl Killen    | Progressiste-conservateur |
| 58e                                                                                      | 2014-2018    |            | Ed Doherty (2) | Libéral                   |
| 59e                                                                                      | 2018-2020    | Gerry Lowe |                | Libéral                   |
| 60e                                                                                      | 2020-2024    |            | Arlene Dunn    | Progressiste-conservateur |
| 61e                                                                                      | 2024-Présent |            | David Hickey   | Libéral                   |